# Daiwa銀座ビル
Daiwa銀座ビル（ダイワぎんざビル）は、東京都中央区銀座六丁目にある建築物である。

## 建築と歴史
1963年（昭和38年）、リッカーミシン（後のリッカー）の本社ビル（リッカー会館）として竣工。ステンレス鋼の方立とグレーペンのガラスからなる、黒を基調としたファサードで、日本で初めて本格的なカーテンウォール構造が採用された。西側に開けた立地であり、西日を遮断し、かつ眺望を確保するため当時としては先進的なダブルスキン構造が採られている。設計は鹿島建設の当時の副社長である鹿島昭一で、本建築は1963年に日本建築学会賞を受賞している。本ビル北東に隣接して、1972年に別館（現 Daiwa銀座アネックス）が建設された。
リッカーの経営破たんにより、1989年以降は「ダイエーOMCビル」の名称でダイエー系のテナントビルとなる。この頃には、ダブルスキンの間のバルコニー部に空調の室外機が多数設置され、美観を損ねる状態となった。
2002年、株式会社ダヴィンチ・アドバイザーズが運用するファンドが本ビルを取得した。資産価値の向上にあたり、建て替えではなくリニューアルを選択。これには、完成後の建築基準法の改正による容積率制限の変更のため、建て替えでは従前の延床面積を確保できないという理由があった。改装には約1年半を要し、空調室外機の屋上への移設、筋交いを用いない耐震補強、アスベストの除去とともに、地下の受電設備の屋上への移設により貸室面積の増加を図った。このリニューアル事業により、2005年に建築・設備維持保全推進協会主催で優良な長寿命建築物を評価する「BELCA賞ロングライフ部門」を受賞した。
2010年には、建物名称が現在のDaiwa銀座ビルに改められた。2012年10月には、三井住友銀行の建物環境認証「SMBCサステイナブル ビルディング評価」で8段階中上位から3番目のゴールドの認証を取得した。築30年以上の建物が金融機関の建物環境認証を取得するのは初のことである。